# Faros de Chile

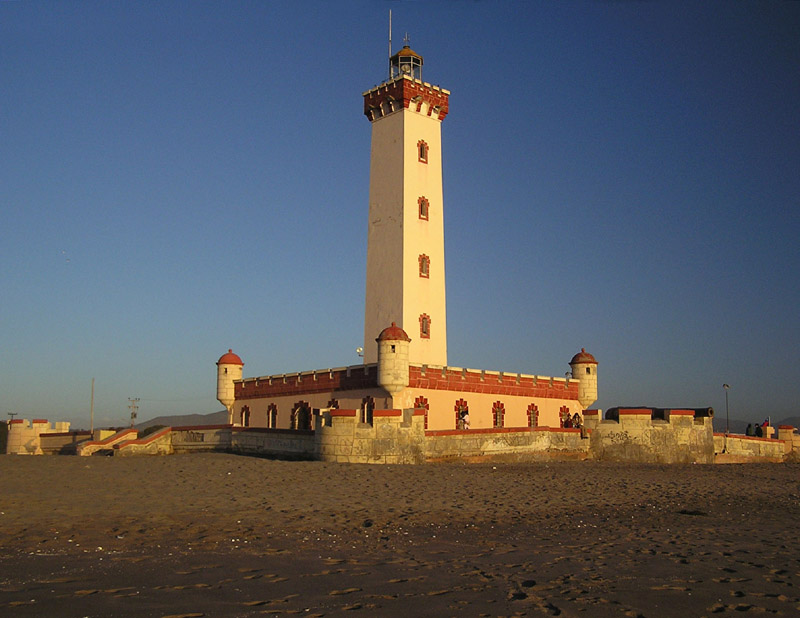
El Faro Monumental de La Serena, faro destacado en Chile.

Los Faros de Chile son construcciones destinadas a guiar y señalizar el paso a diversas embarcaciones que surcan las aguas territoriales de dicho país. Por tratarse de una nación eminentemente marítima, Chile ha destinado gran parte de sus esfuerzos a mantener a lo largo de sus costas una gran extensión de faros. La mayoría de ellos funciona en forma automática; sin embargo, otros alojan personal especialista, acompañado de sus familias en algunos casos. En la actualidad, existen más de 1000 señales marítimas en las costas chilenas.

## Historia
En 1837, durante el gobierno de José Joaquín Prieto, se dictó el Decreto Supremo N° 109 donde se indica que, con fondos del Cabildo de Valparaíso  se daría inicio a la construcción de un faro, siendo así el primero que se construiría en Chile. El 18 de septiembre de 1837 se inauguró el primer faro, el Punta Ángeles, situado en el sector homónimo en Valparaíso. Para el mantenimiento de este faro, se estableció una contribución de «Faros y Tonelaje», la que posteriormente se suspendió cuando el gobierno central se hizo cargo de su mantenimiento.
En 1867, el ingeniero danés Enrique Siemsen tomó a su cargo la dirección del servicio de faros dependiente de la Comandancia General de Marina. Bajo su administración se construyeron los siguientes faros: Punta Corona (1859), Punta Niebla (1860), Punta Caldera (1868), Punta Tortuga (1868), Isla Quiriquina (1869) y Punta Calera (Corral, 1876).
En 1887, fue creada la primera Oficina Central de Faros y su primer director fue el capitán de navío Javier Molina, nombrado por el presidente José Manuel Balmaceda —antes de esa fecha, los faros dependían de los gobernadores marítimos—. La primera lista de faros en funcionamiento fue publicada en Chile el 31 de marzo de 1895, cuando el ingeniero escocés George Slight se integró al servicio.

## Actualidad
Al año 2009, el sistema de señalización marítima, lacustre y fluvial de Chile estaba compuesta por 18 faros habitados, 641 señales luminosas, 326 señales ciegas y 34 señales electrónicas, lo que da un total de 1019 señales.

### Información oficial y dependencia administrativa
La publicación oficial y actualizada de la señalización marítima chilena es la Lista de Faros de la costa de Chile, Costa Oriental de Tierra del Fuego y Territorio Antártico publicada por el Servicio Hidrográfico y Oceanográfico de la Armada (SHOA) como Publicación 3007. En tanto, la señalización marítima está a cargo del Servicio de Señalización Marítima, de la Dirección de Seguridad y Operaciones Marítimas (Dirsomar), área dependiente de la Dirección General del Territorio Marítimo y de Marina Mercante (Directemar) de la Armada de Chile y su jefe es el Capitán de Fragata especialista en litoral y subespecialista en señalización marítima, Jaime Gatica Calderón.

### Embarcaciones de apoyo
Alrededor de 1900, se construyó en Chile el buque Meteoro para el servicio de faros. En la actualidad, este servicio lo entrega el buque de rescate y salvataje George Slight BRS-63, nominado en honor al ingeniero escocés.

### Internacional
En el ámbito internacional, desde el 1 de enero de 1963, Chile es parte de la Asociación Internacional de Ayudas a la Navegación Marítima y Autoridades de Faros (IALA), participando activamente en el comité técnico para el estudio de un sistema de balizamiento internacional unificado. En 1998 fue elegido miembro del Consejo Directivo de la organización y reelecto en 2002.
Chile utiliza la reglamentación referente a la región B del Sistema Internacional de Señalización Marítima «verde a babor y rojo a estribor». Además, cada faro cuenta con identificadores internacionales tanto de la Armada Inglesa (Admiralty) como de Agencia Nacional de Inteligencia Geoespacial de Estados Unidos (NGA).